# 1649
Năm 1649 (số La Mã: MDCXLIX) là một năm thường bắt đầu vào thứ Sáu trong lịch Gregory (hoặc một năm thường bắt đầu vào thứ hai của lịch Julius chậm hơn 10 ngày).

## Mất
- 2 tháng 10: Lê Chân Tông, vua triều Lê Trung Hưng